# Nikólaos Zorbás
Nikólaos Zorbás (en grec : Νικόλαος Ζορμπάς), né le 27 septembre 1844 à Athènes et mort le 12 juin 1920, était un militaire grec, chef de la Ligue militaire qui organisa le coup de Goudi en 1909.
Sa famille était originaire de Magnésie en Asie mineure et il naquit à Athènes. Après avoir suivi les cours de l’École militaire grecque, il poursuivit ses études, grâce à sa famille, en France et en Belgique.
Il participa à la Guerre gréco-turque de 1897.
En 1909, alors qu’il était colonel, il devint le chef de la Ligue militaire qui organisa le coup de Goudi.
Il fut ministre des armées sous le gouvernement Dragoúmis et se retira en 1911.